# Mozirski gaj
Mozirski gaj je park cvetja in etnografski muzej na prostem v Mozirju, ki so ga slovenski vrtnarji in domačini uredili v 80-ih letih 20. stoletja. Nastal iz zaraščene trške gmajne, v kateri so bila divja odlagališča smeti. Tako so oskrunjeno naravo spremenili v cvetlični park.
Leži na desnem bregu reke Savinje, razprostira se na 7 ha površine, odprt pa je od sredine aprila do sredine oktobra. V tem času se vrstijo razstave cvetja, urejeni so tudi tematski vrtovi, npr. skupina dišavnic, zdravilnih zelišč; za popestritev pa služijo etnografski objekti. 
Od leta 2016 je park odprt tudi od 1. decembra do 6. januarja naslednje leto. V tem obdobju poteka Božična bajka Slovenije. Park takrat okrasijo z več kot milijonom lučk.